# Machane smol le-Jisra'el
Machane smol le-Jisra'el (hebrejsky: מחנה שמאל לישראל; Levý tábor Izraele) byla izraelská politická strana existující v letech 1977–1981. Je známa také pod akronymem Šeli (של"י), který znamená Šalom le-Jisra'el (שלום לישראל, Mír pro Izrael).

## Okolnosti vzniku a ideologie strany
Strana vznikla před volbami roku 1977 spojením několika menších politických formací jako Meri, Moked, Si'a soci'alistit acma'it (Nez. socialistická frakce) a také některých aktivistů hnutí izraelských Černých panterů. Ve volbách získala dva mandáty, které pak strana střídavě obsazovala pomocí rotace poslanců. Celkem se tak během funkčního období vystřídalo v poslaneckém klubu strany pět lidí: Arje Eli'av (pak ho nahradil Uri Avnery, pak nastoupil Walíd Hádž Jahjá) a Me'ir Pa'il (pak nahrazen Sa'adjou Marci'anem).
Dne 11. listopadu 1980 se ovšem Sa'adja Marci'ano odtrhl od strany a později založil vlastní formaci Šivjon be-Jisra'el–Panterim, jež byla pak přejmenována na Mifleget ha-ichud (Strana jednoty). Oslabená strana Machane smol le-Jisra'el potom kandidovala ve volbách roku 1981, ale nezískala mandáty, protože neobdržela potřebný počet hlasů. Po volbách strana přestala fungovat. Mnozí její členové ovšem zakládali další levicové uskupení nazvané Progresivní kandidátka za mír, které uspělo ve volbách roku 1984.